# Імператриця Марія (лінійний корабель, 1913)
Ліні́йний корабе́ль «Імператри́ця Марі́я» — лінкор-дредноут Чорноморського флоту Російської імперії, головний корабель однойменного типу, що будувався як флагман російського флоту на Чорному морі. В період національно-визвольних змагань 1917—1920 років перебував у складі Українських військово-морських сил.
Введений в експлуатацію вже під час Першої світової війни, протягом 1915—1916 років брав участь у бойових діях на Чорному морі, зокрема в Трапезундській наступальній операції.
20 жовтня 1916 року через пожежу за нез'ясованих обставин вибухнув в акваторії Севастополя, внаслідок чого отримав значні ушкодження, перекинувся і затонув кілем догори. В результаті катастрофи загинуло 228 людей.
Попри складну рятувальну операцію, що почалася у тому ж році, «Імператрицю Марію» хоча і вдалося підняти на воду, так і не вийшло відбудувати ані російському, ані українському урядам, через що у 1927 році вона була розібрана на металобрухт.

## Розробка
До початку Першої світової війни російський Чорноморський флот мав в своєму складі бригаду лінійних кораблів. Ці кораблі були побудовані наприкінці XIX століття і призначалися для боротьби з османським флотом. Проте на початку XX століття провідні морські держави почали будувати лінкори-дредноути, оснащені турбінними силовими установками, що давали значну перевагу в швидкості ходу в порівнянні з паровими машинами.
Розробка корабля «Імператриця Марія» почалася у відповідь на спроби Османської імперії придбати сучасні дредноути з-за кордону, що відразу б забезпечило їй перевагу на Чорному морі. Наприкінці 1913 року Російська імперія будувала застарілі, в порівнянні з трьома турецькими дредноутами, два з яких були озроєні 343-міліметровими гарматами, лінійні кораблі типу «Імператриця Марія». Модифікована версія корабля цього типу мала набагато більший розмір, більш товсту броню і мала бути якнайшвидше введена в експлуатацію.
При розробці проєкту лінійних кораблів за основу були взяті технічні умови, складені для балтійських дредноутів, але при цьому швидкість ходу була зменшена до 21 вузла, що вважалося достатнім для обмеженої акваторії Чорного моря. Броньований захист борту та веж посилили, а кількість протимінної артилерії довели до 20 одиниць, збільшивши їхній калібр до 130 міліметрів. 
Робоче проєктування проводили інженери Л. Л. Коромальді та М. І. Сошнковський, що змінили пропорції корпусу, потужність головних механізмів та кількість котлів. Зміна відношення довжини до ширини, зокрема скорочення довжини корпусу, дозволило збільшити товщину броньового поясу. Вперше в світовій практиці кожна з веж оснащувалася далекомірами.

### Головні характеристики
Лінійний корабель «Імператриця Марія» мав довжину 168 метрів по ватерлінії та ширину 27,43 метра, осадка — 8,36 метрів. Водотоннажність корабля при нормальному навантаженні становила 23 979 тонн, що на 1016 тонни більше від проєктної водотоннажності 22 963 тонн.
Як і інші представники цього типу кораблів, «Імператриця Марія» виявилася дуже важкою в носовій частині та мала тенденцію пропускати великі об'єми води через свої передні каземати, через що боєзапас для носових 305-міліметрових гармат було зменшено з 100 до 70 снарядів на кожну, а боєзапас 130-міліметрових гармат зменшили із 245 до 100 снарядів. Такі зміни мали компенсувати диференціювання корабля, оскільки більша довжина корабля означала, що вона від самого початку менше страждала від проблеми диференту.

### Двигуни
Корабель був оснащений чотирма паровими турбінами типу Parsons, імпортованих з Великої Британії компанією John Brown & Company. Розраховані на загальну потужність 26 000 кінських сил на валу (19 000 кВт), вони видавали 33 200 к. с. (24 757 кВт) на випробуваннях. 20 змішаних трикутних водотрубних парових котлів Yarrow приводили в дію турбіни з робочим тиском 1770 кПа.
Розрахункова швидкість корабля становила 21 вузол з максимальною місткістю вугілля 1727 тонн і додатковими 510 тоннами мазуту, що забезпечувало дальність плавання близько 1640 морських миль (3040 кілометрів) при повній швидкості ходу 21 вузол. Усю електроенергію виробляли три головні трубогенератори Curtis потужністю 480 к. с. (360 кВт) і два допоміжні агрегати потужністю 270 к. с. (200 кВт).

### Озброєння
Основне озброєння складалося з дванадцяти 12-дюймових 52-каліберних гармат зразка 1907 року, встановлених у чотирьох триствольних баштах, розподілених по довжині корабля.
Вторинне озброєння складалося з двадцяти 130-міліметрових 55-каліберних гармат зразка 1913 року, встановлених у казематах, що розташовувалися двома групами, по шість гармат з кожного боку від передньої башти до задньої випускної труби, а решта чотири згруповані навколо задньої башти. Корабель також був оснащений трьома 75-міліметровими зенітними гарматами Канне, по одній на даху кожної вежі. Крім того, на кожному борту встановлювалися по два підводних 450-міліметрових торпедних апарати боєкомплектом дванадцять торпед.

## Історія

### Будівництво
Хоча закладка відбулася 30 жовтня 1911 року, це була скоріше церемоніальна подія, оскільки проєкт корабля ще не був завершений, а контракт на його спорудження не був підписаний. Одночасно з церемонією офіційної закладки, нові кораблі були занесені до реєстру кораблів Чорноморського флоту під назвами «Імператриця Марія», «Імператор Олександр III» та «Імператриця Катерина Велика». У зв'язку з рішенням будувати головний корабель як флагманський, всі кораблі серії, відповідно до розпорядження морського міністра Івана Григоровича, було названо кораблями типу «Імператриця Марія» — на честь дружини імператора Олександра III, імператриці Марії Федорівни, і в пам'ять про флагманський вітрильний лінійний корабель адмірала П. С. Нахімова під час Сінопської битви.
6 жовтня 1913 року «Імператрицю Марію» було спущено на воду в акваторії заводу Російського суднобудівного товариства («Руссуд»). В процесі випробувань виявилося, що у корабля, внаслідок проведення удосконалень вже в ході будівництва, є надпроектне перевантаження, що перевищило 860 тонн. В результаті, окрім збільшення осадки на 0,3 метра, утворився диферент на ніс, через що при хитавиці палубу заливало водою, а корабель погано слухався керма.
Із початком Першої світової війни виправлення проєктних помилок відійшло на другий план, а всі сили були кинуті на швидке введення лінкора в експлуатацію. По затвердженій 11 січня 1915 року комплектації воєнного часу до команди «Імператриці Марії» було зараховано 30 кондукторів і 1135 нижніх чинів, які входили у вісім корабельних рот. Протягом квітня—липня новими наказами командувача флотом було додано ще 50 осіб, а число офіцерів довели до 33.
23 червня 1915 року корабель вийшов з Миколаєва і 27 червня, в супроводі авіації, міноносців та тральщиків, прибув до Одеси, звідки за три дні дістався Севастополя для проходження ходових випробувань. До 25 серпня лінкор завершив випробування і знаходився на добудові біля добудовної стінки.

### У складі російського флоту
З введенням корабля в дію співвідношення сил на Чорному морі різко змінилося. Для оперативних дій у морі було утворено кілька мобільних тимчасових з'єднань, названих маневровими групами. У першу увійшли «Імператриця Марія» і крейсер «Кагул» з виділеними для їх охорони есмінцями. Така організація, із залученням підводних човнів та авіації, дозволяла здійснювати більш дієву блокаду Босфора. Тільки у вересні—грудні 1915 року маневрові групи провели в морі 29 днів і десять разів виходили до берегів противника поблизу Босфора, Зонгулдака, Новоросійська, Батумі, Трапезунда, Варни і Констанци.
Протягом 13—15 жовтня 1915 року лінкор прикривав дії 2-ї бригади лінійних кораблів «Святий Євстафій», «Князь Потьомкін-Таврійський» та «Святий Іоанн Златоуст» у Вугільному районі. Протягом 2—8 листопада прикривав дії тієї ж бригади лінійних кораблів під час обстрілу Варни та Евксинограда.
З 5 лютого по 18 квітня 1916 року брав участь у Трапезундській наступальній операції.
В липні 1916 на кораблі був піднятий штандарт віцеадмірала Олександра Колчака, призначеного новим головнокомандувачем Чорноморського флоту, що зробив «Імператрицю Марію» своїм флагманським кораблем і систематично виходив на ньому в море.

### Вибух та підйом корабля
Вранці 20 жовтня 1916 року на лінійному кораблі «Імператриця Марія» виникла пожежа в пороховому відділенні, що призвела до потужного вибуху. В результаті стовп полум'я та диму піднявся на висоту 300 метрів, було вирвано велику ділянку палуби, знесено бойову рубку, місток, носову вихлопну трубу і фок-щоглу. Попри значні ушкодження, корабель залишвся на плаву і згодом на його борт прибув віцеадмірал Колчак.
Детонація пороху спричинила сильну пожежу, що, в свою чергу, призвела до другого, більш потужного вибуху, і корабель, маючи великі руйнування палуби та водозахисних переборок, затонув догори кілем. При цьому під час перекидання на лінкорі з бойових штирів зірвалися багатотонні вежі 305-міліметрових гармат і затонули окремо. В результаті вибуху та перекидання корабля загинули інженер-механік, два кондуктори та 225 матросів.
Прибула з Петрограду Спеціальна комісія з розслідування подій не змогла встановити причини вибуху. Згодом називалися три можливі причини катастрофи: німецька диверсійна діяльність, підпал, організований революційними петроградськими робітниками, що проводили ремонтні роботи на кораблі, та займання, що виникло внаслідок проблем у системі вентиляції.
Майже одразу після загибелі корабля Морське міністерство Російської імперії взялося до розробки термінових заходів з відновлення корабля. Роботи з підйому лінкору розпочалися у 1916 році. Робоча група під керівництвом Олексія Крилова напрацювала план з підйому корабля закачуванням повітря в корпус. Згідно проєкту, у попередньо загерметизовані відсіки корабля подавали стиснене повітря, витісняючи воду, завдяки чому корабель мав спливти догори кілем. Потім планувалося ввести судно в док і повністю загерметизувати корпус, а на глибокій воді перевернути і поставити його на рівний кіль. Операцією з підйому корабля керували адмірал Василь Канін та інженер-підполковник Георгій Сіденснер. 
У листопаді 1916 року для участі в підйомі дредноута, на прохання російського морського відомства, до Севастополя було відряджено 12 японських водолазів і техніків на чолі з капітаном Котаро Танакою. Під час шторму в листопаді 1917 року корабель привсплив кормовою частиною, а у травні наступного року піднявся на поверхню води повністю. Весь цей час у відсіках працювали водолази, тривало вивантаження боєприпасів. Уже в доці з корабля було знято 130-міліметрові гармати і низку допоміжних механізмів.

### Під час Української революції
Після Лютневої революції та створення Центральної Ради у Києві, на Чорноморському флоті стає впливовим український національно-визвольний рух. Майже на всіх кораблях та в установах флоту утворюються українські ради. Після проголошення Гетьманату суттєво активізувалась робота по створенню Військово-морського флоту Української Держави.
На початку 1918 року налагодженням порядку і роботи кораблебудівних заводів у Миколаєві і Херсоні став опікуватися капітан 2-го рангу Микола Неклієвич, за планами якого до Миколаєва мали прибуксирувати з Севастополя для відновлювальних робіт корпус лінкора «Імператриця Марія». Ним було підготовлено необхідні обґрунтування для ухвали Ради міністрів і для затвердження Павлом Скоропадським закону «Про перетворення колишнього відділу Балтійського корабельнобудівельного і механічного заводу у місті Миколаєві на Херсонщині на самостійний казенний завод Української Держави». Коли підприємство набуло самостійного статусу, військовий і торговий флоти України придбали необхідну для них кораблебудівну і ремонтну базу.
Протягом всього 1918 року уряд Скоропадського намагався приділяти флоту якомога більше уваги, особливий акцент було зроблено на необхідності якнайшвидшої добудови сучасних військових кораблів на заводах у Миколаєві та відновленню «Імператриці Марії». У серпні 1918 року портові буксири «Водолій», «Пригодний» і «Єлизавета» відвели корпус лінкора в док, а уряд виділив значні кошти для відновлення дредноута, що мав бути ґрунтовно реставрований.
29 січня Директорією Української Народної Республіки ухвалюється закон про флот, яким Україна перебрала на себе утримання всього Чорноморського флоту, виділивши для цього 100 мільйонів карбованців.
Наказом по морському відомству від 27 січня того ж року планувалось завершення будівництва на Миколаївській та Херсонській верфях у 1919—1920 роках українських військових кораблів «Соборна Україна», «Гетьман Богдан Хмельницький», «Гетьман Петро Дорошенко» та «Тарас Шевченко». Для цього урядом виділено 20 мільйонів карбованців для розрахунку з робітниками миколаївських суднобудівних заводів «Наваль» і «Руссуд». Планувалось також створення гардемаринської школи в Миколаєві, для функціонування якої виділено два мільйони карбованців.
Проте вже навесні 1919 року більшовики захопили Херсон, Миколаїв, Одесу та Крим. У травні лінкор було відбуксировано до Миколаєва і включено до складу Червоного флоту УСРР, а влітку того ж року весь південь і схід України зайняла Добровольча армія під командуванням генерала Май-Маєвського. На Севастопольський рейд повернулися лінійний корабель «Воля», перейменований на «Генерала Алексеєва», крейсер «Кагул», перейменований на «Генерала Корнілова» й інші кораблі, що були насильно виведені військами Антанти.

### Подальша доля
У Криму і на півдні України командування Білої армії намагалося утриматися не в останню чергу за рахунок флоту, оскільки на той момент більшовицька армія не мала бойового флоту ані в Азовському, ані в Чорному морях. Але восени 1920 року, під час відступу білогвардійців з Миколаєва, док з «Імператрицею Марією» було підірвано.
У такому стані лінійний корабель залишався до 1923 року. Понівечену «Імператрицю Марію» вивели з доку та посадили на мілину, де вона простояла догори кілем ще три роки. У 1926 році корпус корабля знову завели у док і у 1927 році розібрали на металобрухт.

## Вторинне використання
Під час катастрофи «Імператриці Марії», внаслідок її перекидання, з бойових штирів зірвалися багатотонні вежі 305-міліметрових гармат і затонули окремо від корабля. У 1931 році ці вежі було піднято фахівцями Експедиції підводних робіт особливого призначення. Хоча згодом поширювалася інформація, нібито 1939 року ці 305-міліметрові гармати лінкора були встановлені в системі укріплень Севастополя на 30-й батареї 1-го артилерійського дивізіону берегової оборони, а три інші на спеціальних залізничних платформах-транспортерах ТМ-3-12, насправді жодна з них не брала участі в обороні Севастополя 1941—1942 років, а на 30-й батареї були присутні лише гарматні верстати затонулого корабля, що і призвело до появи легенди.
Достеменно відомо, що одну з гармат «Імператриці Марії» було перестволено на сталінградському заводі «Барикади» та відправлено як запасний ствол на склад у Новосибірськ, де вона і перебувала весь подальший час.

## Командири
- К. А. Порембський (5 листопада 1913 — 29 березня 1916);
- В. В. Трубецькой (29 березня — 3 серпня 1916);
- І. С. Кузнєцов (3 серпня —жовтень 1916).

## Галерея

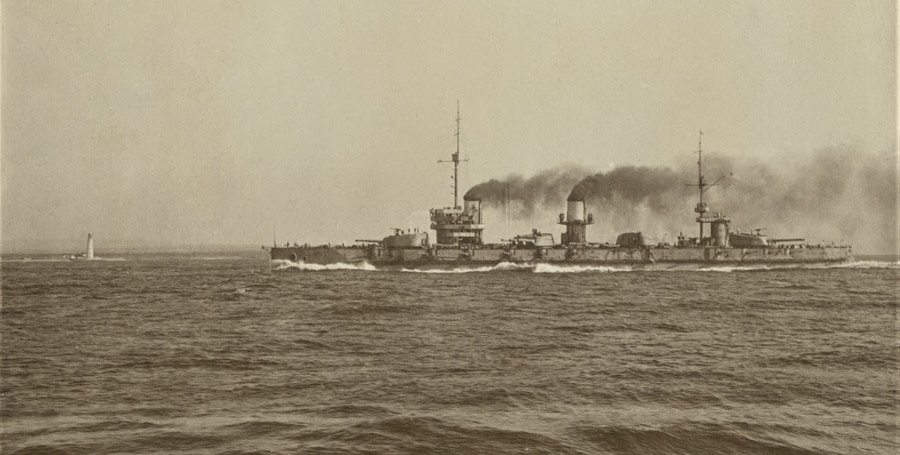
«Імператриця Марія» проходить Херсонеський маяк, серпень 1915 року
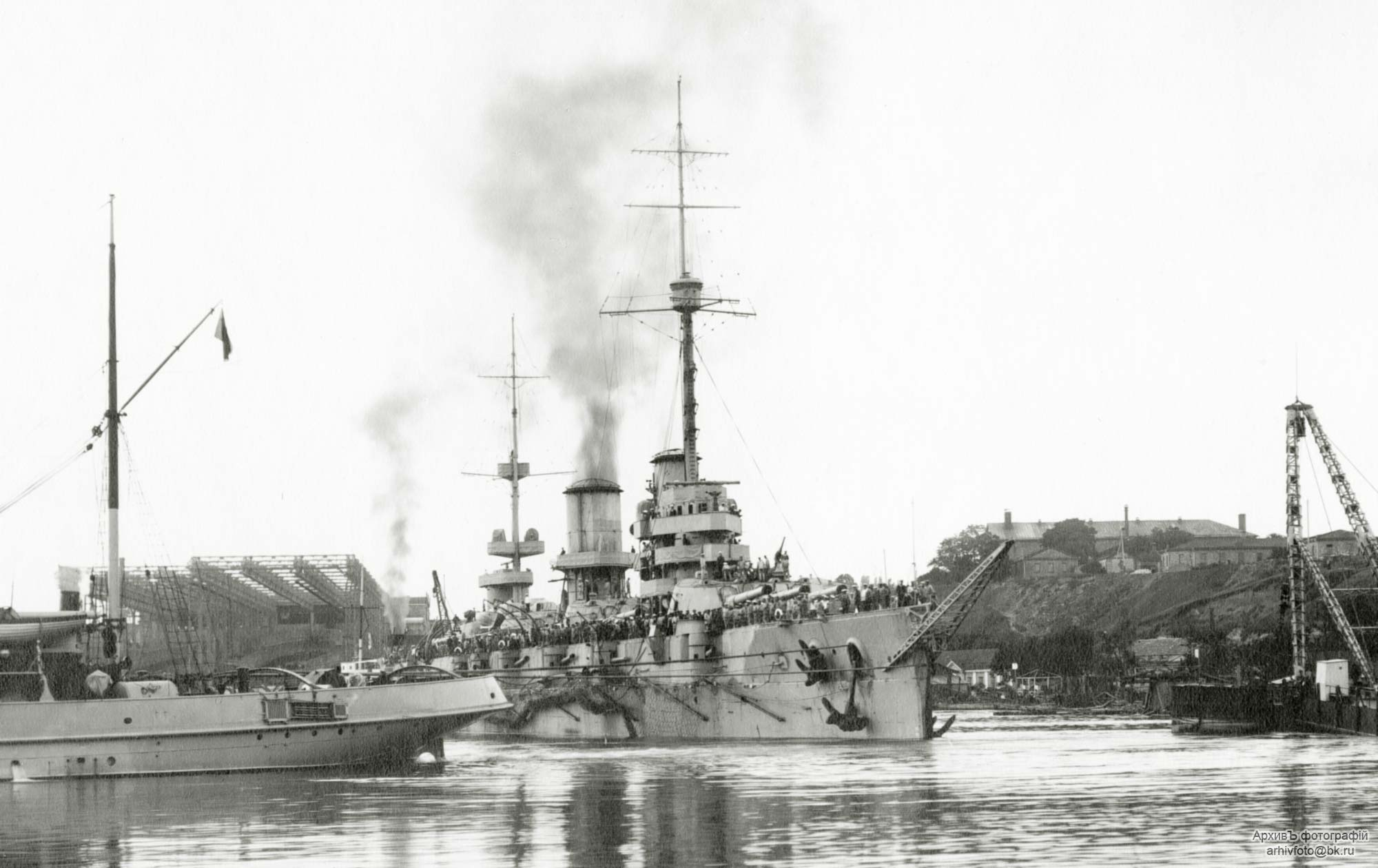
Лінійний корабель «Імператриця Марія» виходить з акваторії заводу Російського суднобудівного товариства в Миколаєві, 1914 рік
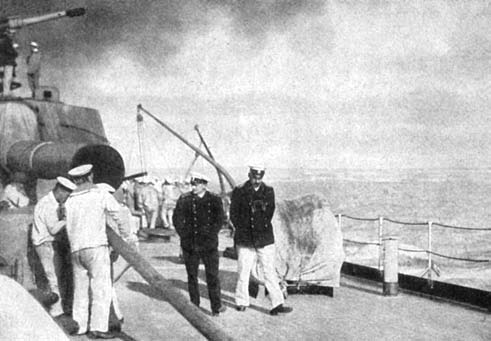
Командувач Чорноморським флотом віцеадмірал Олексій Колчак і начальник 1-ї бригади лінійних кораблів контрадмірал Сергій Погуляєв на палубі «Імператриці Марії», вересень 1916 року
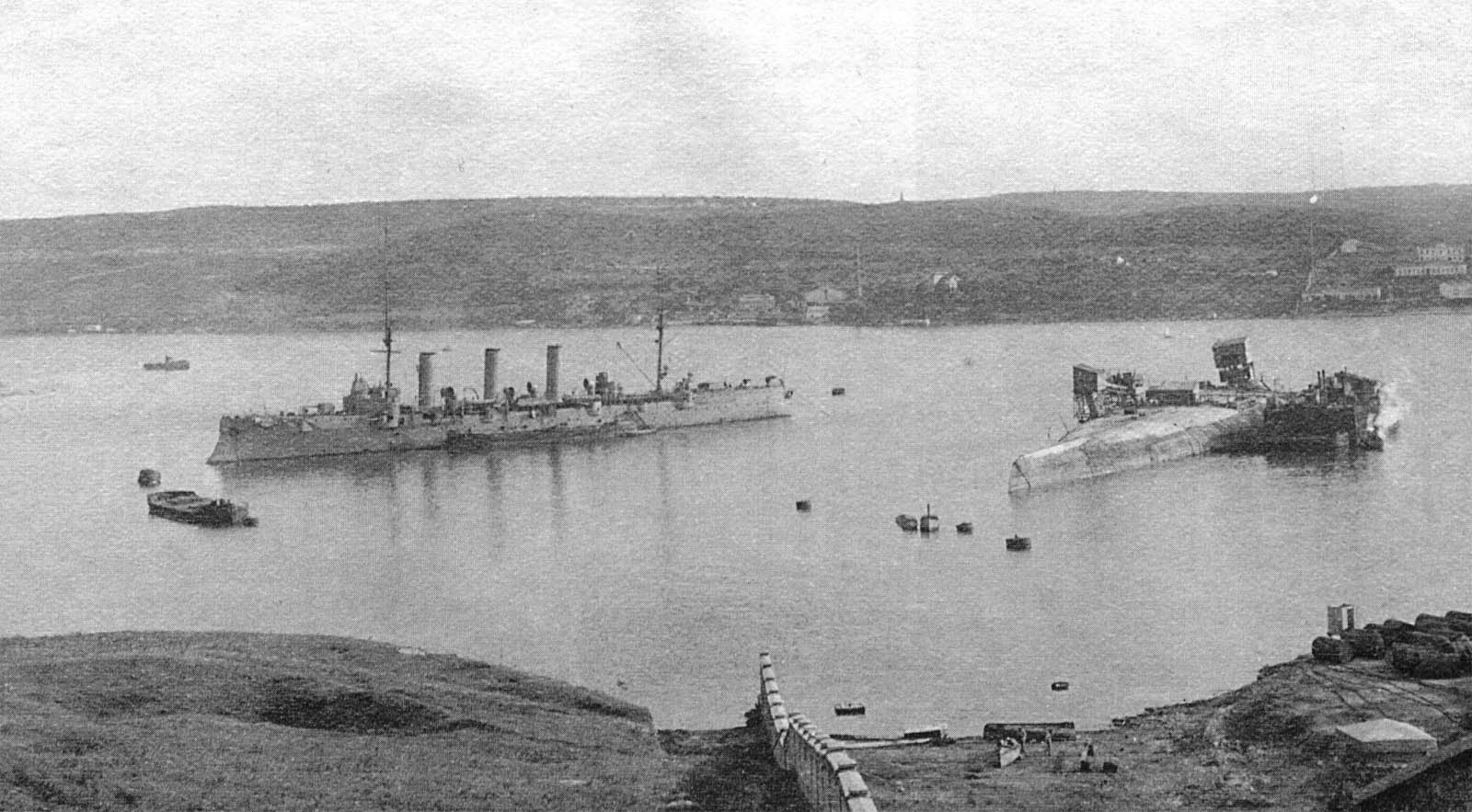
Крейсер «Пам'ять Меркурія» під час рятувальних робіт з лінкором «Імператриця Марія», 1918 рік
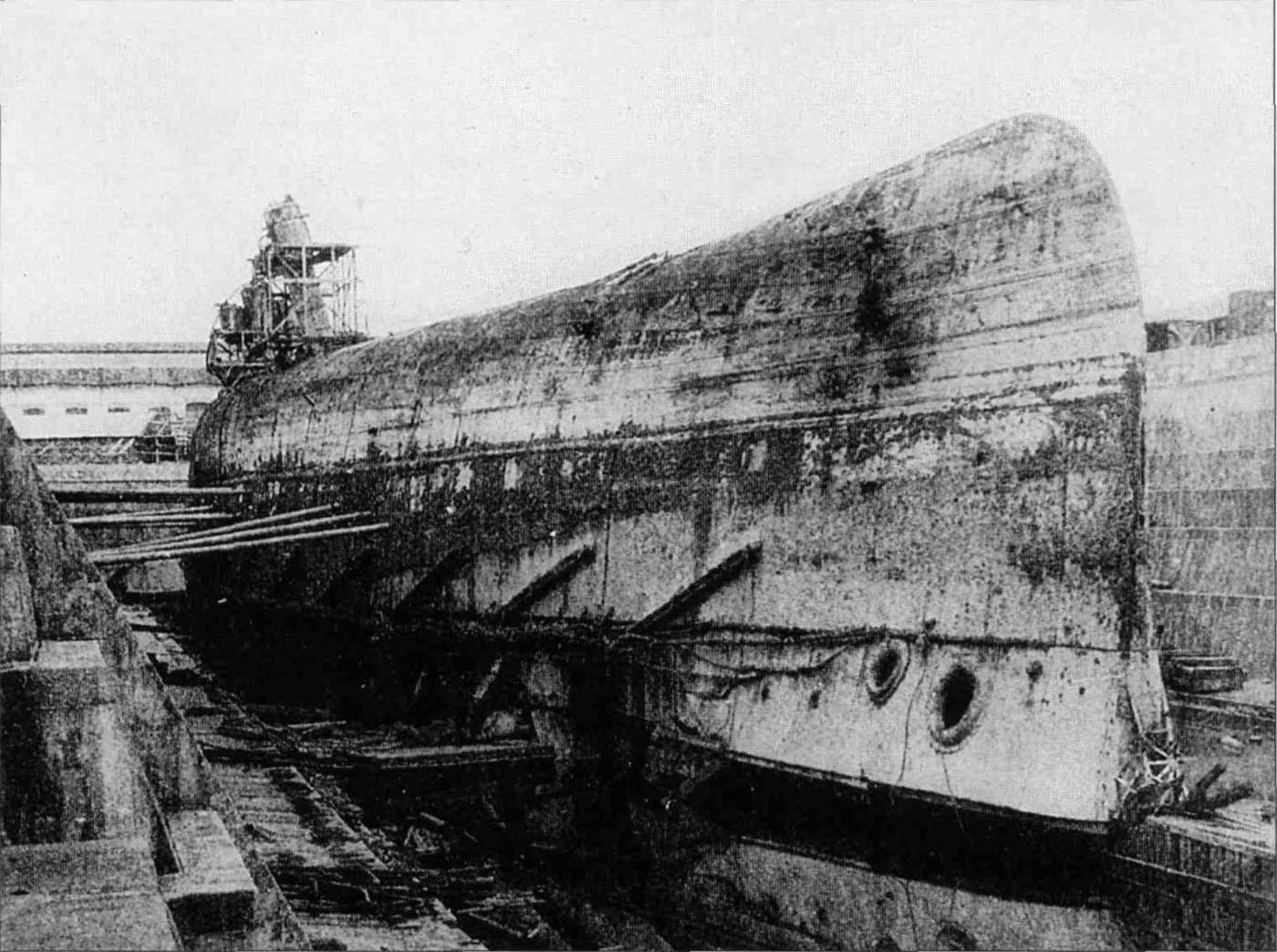
Корабель після відводу в док і відкачки води, Севастополь, 1919 рік

## В культурі
- Лінійний корабель згадується у книзі Сергія Сергєєва-Ценського «Ранковий вибух».
- Загибель корабля описується у спогадах колишнього старшого офіцера Анатолія Городиського «Загибель лінійного корабля "Імератриця Марія"» у випуску № 12 від 1928 року в паризькому журналі «Морський журнал».
- Теорія про диверсійний характер катастрофи і зокрема німецького агента Віктора Вермана лежить в основі сценарію комедійного детектива Геннадія Полоки «А чи був Каротин?» 1989 року.
- Версія про підрив лінкора німецьким диверсантом також лягла в основу повісті Бориса Акуніна «Фільм сьомий: «Марія», Марія...» з циклу «Смерть на брудершафт».
- У повісті Анатолія Рибакова «Кортик» розслідується таємниця старовинного кортика, колишнього власника якого, морського офіцера, було вбито за кілька хвилин до вибуху «Імператриці Марії». Крім того, у книзі описується сама загибель корабля. Повість екранізувалася щонайменше двічі, у 1954 і 1973 роках.